# Reggimento "Cavalleggeri Guide" (19º)
Il Reggimento "Cavalleggeri Guide" (19°) è un'unità dell'arma di cavalleria dell'Esercito Italiano. Il reggimento appartiene alla specialità "cavalleria di linea" che, affiancata dal 1999 alla specialità "carristi",  include i reggimenti tradizionali dell'arma. Dal punto di vista storico il Reggimento "Guide" rappresenta il primo punto di contatto dell'antica cavalleria di linea con la specialità carristi dato che furono proprio le Guide, attraverso il Reggimento Carri Armati, le prime ad essere dotate nel 1933-34 di mezzi meccanici.
Il reggimento è attualmente inquadrato nella Brigata bersaglieri "Garibaldi" (Grande Unità meccanizzata) della quale costituisce la pedina esplorante. La base del reggimento è a Salerno e il suo motto è "Alla vittoria ed all'onor son guida".

## Storia

### Le origini
Il 10 aprile 1859 venne costituito uno Squadrone di Guide a cavallo composto da 7 ufficiali e 150 uomini, prelevati dagli Squadroni dei vari Reggimenti a cavallo già esistenti e con al comando il capitano Ercole Rizzardi, col compito di assicurare il servizio di staffette tra i quartieri generali e le divisioni. Oltre all'armamento, sciabola e pistola, le Guide erano equipaggiate quindi di sabretache, una caratteristica borsa portacarte in cui riporre i documenti da recapitare, soprannominata scherzosamente "marmotta". Con successivo decreto il 25 febbraio 1860 si costituì il Reggimento Guide, che poi passerà alla specialità Cavalleggeri e che, unica tra tutte le unità di cavalleria, non assunse una denominazione inerente ad una città o ad una provincia del Regno, bensì un appellativo connesso con la propria particolare funzione.

### Le prime campagne

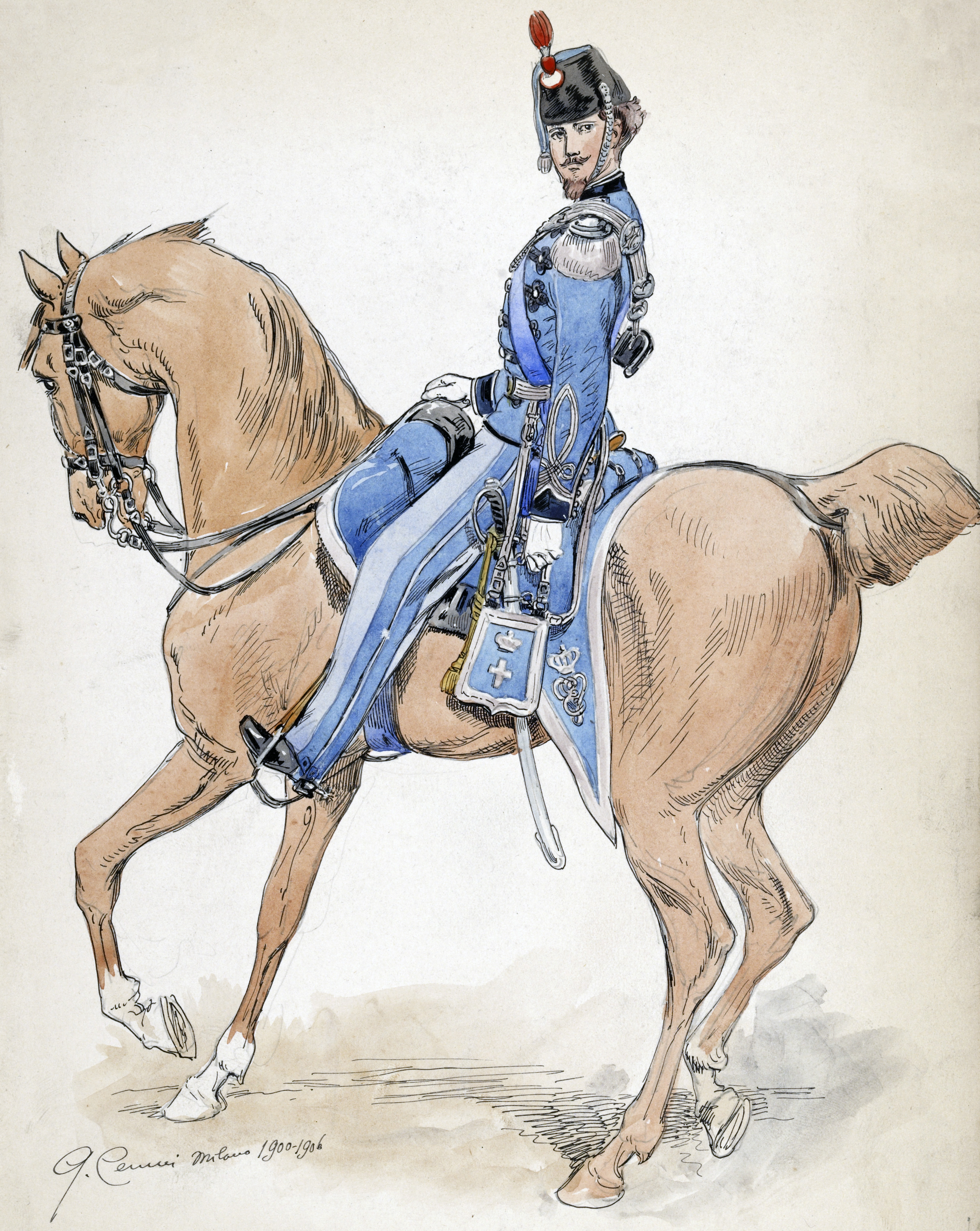
Tenente nell'uniforme azzurra del reggimento tra il 29 febbraio 1860 e il 1º novembre 1861

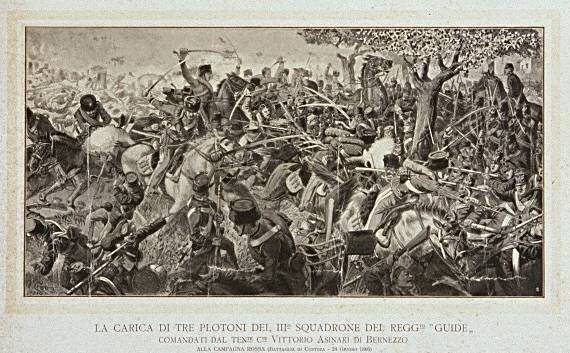
Carica del III Squadrone del Reggimento "Guide" a Custoza in una litografia dell'epoca

Con la costituzione del Regno d'Italia il reggimento "Guide" entrò a far parte del Regio Esercito, prendendo parte tra il 1864 e il 1866 alla lotta al brigantaggio in Campania e nella Capitanata. Nel 1866, nel corso della III guerra d'indipendenza, il reggimento venne inquadrato nel I Corpo d'Armata dell'Armata del Mincio prendendo parte alla battaglia di Custoza. Tra le località degli scontri il piccolo centro abitato di Oliosi a nord di Valeggio dove il 4º squadrone, che disponeva di soli quarantaquattro uomini, caricò l'avversario consentendo lo schieramento della fanteria di linea italiana, mentre nella stessa giornata e nella stessa località di Oliosi il 3º squadrone al comando del tenente Vittorio Asinari di Bernezzo consentì con il suo intervento ai superstiti del 44º Reggimento fanteria "Forlì" di mettere in salvo il vessillo del proprio reparto, mentre a Monzambano il comandante del reggimento, radunati il 1º e 2º squadrone alla difesa dei ponti sul Mincio. A riconoscimento della condotta del reggimento nelle diverse azioni della battaglia, lo stendardo del reggimento "Guide" venne decorato con la medaglia d'argento al valore militare.
Negli anni 1877-1878 il reggimento "Guide" contribuì alla formazione del I° Squadrone Cavalleria Africa e dello Squadrone Cacciatori a Cavallo che furono impiegati nelle operazioni in Eritrea. Dopo aver assunto le denominazioni nel 1871 di "19º Reggimento di Cavalleria (Guide)" e nel 1876 di "Reggimento di Cavalleria Guide (19°)", inquadrato definitivamente nella specialità cavalleggeri, il 16 dicembre 1897, divenne "Reggimento Cavalleggeri Guide (19°)".
Il reggimento "Guide" prese parte alla guerra italo-turca, inviando sul finire del 1911 il 2º e il 4º squadrone e, dopo la conclusione formale delle ostilità con il trattato di Losanna del 18 ottobre 1912, i due squadroni proseguirono l'attività di contrasto alla guerriglia fino al gennaio dell'anno successivo.

### Prima guerra mondiale
Allo scoppio della prima guerra mondiale il Reggimento "Guide", similmente agli altri reggimenti dell'arma pesantemente vincolati dalle caratteristiche di "guerra di posizione" che aveva assunto il conflitto e dalla conseguente rarefazione delle possibilità di impiego delle unità a cavallo, costituì due compagnie mitraglieri appiedate, la 737ª e la 738ª, che si distinsero sul Carso già nel 1915. Tutto il reggimento, appiedato, combatte l'anno successivo nel settore di Monfalcone e nell'offensiva del 14 giugno conquistò importanti posizioni, catturando quattrocentosedici prigionieri, cinque mitragliatrici e ingenti materiali. Nell'ottobre 1917, a seguito degli eventi di Caporetto, il Reggimento "Guide" ha concorso alla protezione del ripiegamento della 3ª Armata nella zona di San Vito al Tagliamento, mentre le compagnie mitraglieri difesero strenuamente il ponte di Lucinico sull'Isonzo e il ponte della Delizia sul Tagliamento punti di obbligato attraversamento dei citati corsi d'acqua per la messa in salvo delle divisioni di fanteria. Sul finire del conflitto, analogamente agli altri reggimenti di cavalleria, il Reggimento "Guide" partecipò all'inseguimento dell'Esercito Austro-ungarico ormai in rotta. Dal 30 ottobre 1918 in poi, forzati in rapida successione i fiumi Piave e Livenza, il reggimento prese parte all'occupazione dell'abitato di Sacile, proseguendo su Cordenons e dopo avere attraversato il Tagliamento venne raggiunto e fermato dall'armistizio a Pozzuolo del Friuli, dove appena un anno prima si era compiuto il sacrificio dei reggimenti Genova Cavalleria e Novara nelle operazioni per contenere lo sfondamento nemico. Per l'azione con cui venne occupata Sacile, lo Stendardo del reggimento venne decorato con una Medaglia di Bronzo al Valor Militare.

### Periodo tra le due guerre mondiali
Nel 1920 il reggimento si stanziò a Padova, nello stesso anno, a seguito della riduzione dell'Arma di cavalleria imposta dalla smobilitazione dell'Esercito, il Reggimento incorporò due squadroni del disciolto reggimento "Cavalleggeri di Lucca" ed assunse la denominazione di Reggimento cavalleggeri "Guide". Ad esso furono affidati in temporanea custodia le tradizioni dei disciolti reggimenti Lancieri di Milano (7°), Cavalleggeri di Lucca (16°), Cavalleggeri di Padova (21°) e Cavalleggeri di Vicenza (24°).
Nel 1932 il reggimento trasferì la sua sede a Parma installandosi nell'antica caserma della "Pilotta".

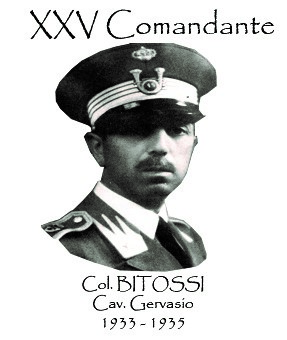
Il 25º Comandante Col Bitossi

Nel 1934 l'unità venne prescelta come la prima destinata a introdurre la meccanizzazione dell'arma al fine di restituirle efficacia tattica nella guerra moderna, affidando tale compito al 25º comandante del Reggimento, il colonnello Gervasio Bitossi.
Agli inizi del 1934 il Reggimento "Guide" incorporò dal Reggimento Carri Armati di Bologna, unità capostipite della Specialità Carristi costituita sperimentalmente a Codroipo nel 1929, il battaglione comandato dal tenente colonnello Valentino Babini equipaggiato di carri Carden Lloyd (CV 29).
Dopo un periodo di familiarizzazione con i CV29, ricevute le nuove macchine Ansaldo 33, il reggimento iniziò la sua trasformazione. Si costituirono il I Gruppo squadroni carri veloci "San Marco" (su 1º, 2º, 3º squadrone, il 5 gennaio 1934), il II Gruppo squadroni carri veloci "San Giusto" (4º, 5º, 6º squadrone, il 5 aprile 1934), il III Gruppo squadroni carri veloci "San Martino" (7º, 8º, 9º squadrone, il 26 giugno 1934), e il Gruppo squadroni "San Giorgio" (su due squadroni a cavallo, il 5 gennaio).
Raggiunta l'operatività nell'anno successivo i gruppi carri veloci equipaggiati con carri CV33 vennero ceduti alle Divisioni celeri del Battaglione carri veloci del Reggimento carri armati. Il Reggimento "Guide" continuò le sue funzioni scolastiche formando altri sei squadroni carri veloci per i gruppi di cavalleria non inquadrati nelle divisioni. Tali squadroni andarono a costituire il IV Gruppo squadroni carri veloci "Duca degli Abruzzi" e il V Gruppo squadroni carri veloci "Baldissera" (formatosi il 14 marzo 1935 in seno al Reggimento carri armati di Bologna). Il II Gruppo carri veloci "San Giusto" venne assegnato alla 1ª Divisione celere "Eugenio di Savoia", il I Gruppo carri veloci "San Marco" alla 2ª Divisione celere "Emanuele Filiberto Testa di Ferro" e il III Gruppo carri veloci "San Martino" alla 3ª Divisione celere "Principe Amedeo Duca d'Aosta".
Oltre ai reparti già menzionati, il Reggimento "Cavalleggeri Guide" provvide a costituire dieci squadroni Carri Veloci, uno per ciascun reggimento di cavalleria ("Nizza", "Aosta", "Alessandria", "Piemonte Reale", "Vittorio Emanuele II", "Savoia", "Novara", "Firenze", "Saluzzo" e "Guide"); tali squadroni furono tutti soppressi già nell'ottobre 1938. Nel 1939 venne previsto di riunire i gruppi delle altrettante Divisioni celeri nel 1º Reggimento "cavalleria carrista" (unità di nuova formazione) che però non fu mai costituito e dunque abolito nel corso del 1940; il termine "cavalleria carrista" non ricomparve mai più negli ordinamenti dell'Esercito Italiano.
Nel 1935, per rendere possibile lo svolgimento di un referendum imparziale nella Saar, regione contesa tra Francia e Germania, venne stabilita la formazione di un corpo di spedizione internazionale (Saarforce). Esso era composto da 3 300 uomini (1 500 inglesi, 1 300 italiani, 250 svedesi, 250 olandesi), posti al comando di un generale britannico. Nel contingente italiano, al comando del generale di brigata Sebastiano Visconti Prasca, era incluso anche uno Squadrone carri veloci (CV 33) del 19º Reggimento Cavalleria Guide equipaggiato con i carri veloci Ansaldo 33 appena ricevuti in consegna (il loro debutto sulla scena internazionale aveva chiari scopi promozionali sia per la vendita dei mezzi, sia per mostrare al mondo la nuova cavalleria italiana); gli altri reparti italiani inclusi nella Saarforce erano un Reggimento Granatieri su due Battaglioni e un Battaglione di formazione dell'Arma dei Carabinieri.
Il lavoro di ammodernamento intrapreso nel 1933 dal colonnello Bitossi non trovò continuatori tra i suoi colleghi di cavalleria dopo che lui ebbe lasciato il comando del reggimento nel 1935 e, già nel 1938, i reggimenti di cavalleria erano tornati interamente a cavallo.

### Seconda guerra mondiale

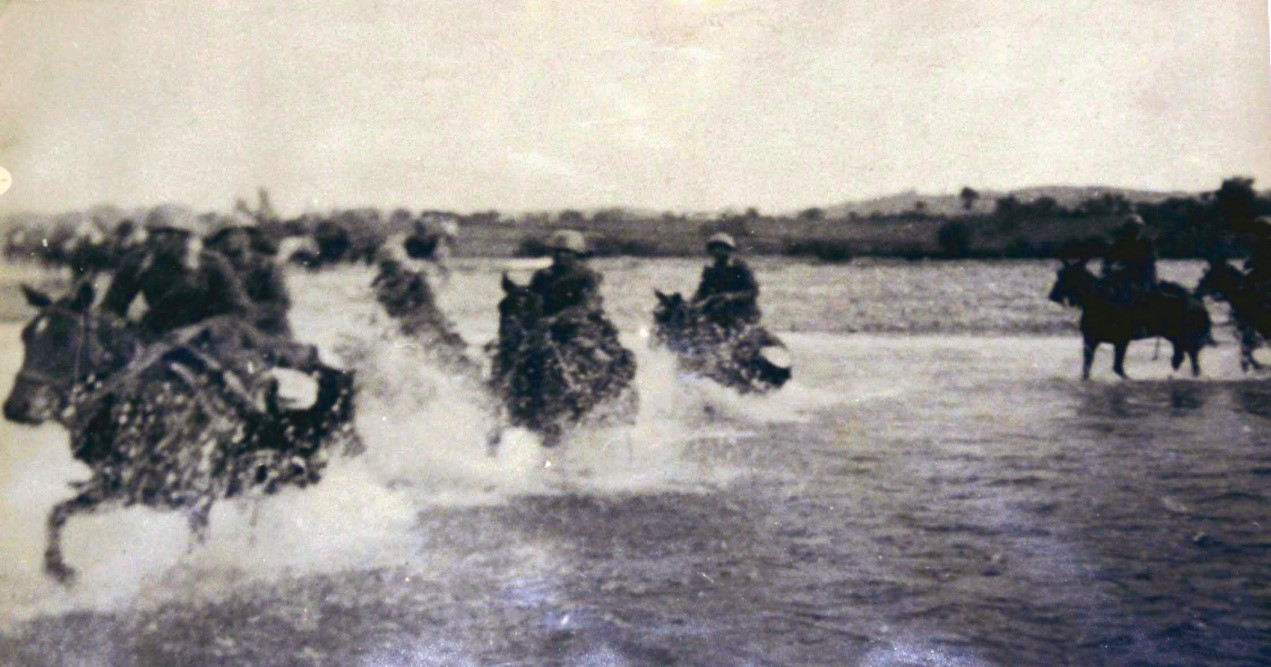
Le Guide al guado durante le operazioni sul fronte greco-albanese (1941)

Lo scoppio della seconda guerra mondiale vedeva in linea generale le forze armate italiane notevolmente distanziate sul piano tecnologico rispetto agli eserciti alleati. In particolare l'arma di cavalleria entrò in guerra con le proprie unità ancora "a cavallo", cioè con armamento, addestramento, ordinamento e capacità complessive del tutto inadeguate rispetto alle esigenze della guerra meccanizzata. Con l'esclusione di alcuni reparti corazzati che vennero costituiti nei primi anni di guerra e impiegati autonomamente distaccati dai reggimenti cui solo nominalmente appartenevano, il grosso della cavalleria preferì conservare le proprie caratteristiche tradizionali benché del tutto obsolete. La riconversione di un paio di reggimenti di cavalleria in unità corazzate avvenne con eccessivo ritardo e non poterono risultare impiegabili se non agli inizi del 1943.
Nel corso del conflitto il reggimento "Guide" venne inviato in Albania, alle dipendenze del Comando Superiore Truppe Albania, inserito nel Raggruppamento Unità Celeri e il 28 ottobre 1940 entrò a far parte del corpo d'armata della Ciamuria, successivamente rinominato XXV Corpo d'armata, partecipando alla campagna sul fronte greco albanese; tra l'ottobre e il dicembre 1940 i numerosi episodi di valore, individuali e di reparto, fecero guadagnare alla bandiera del reggimento una seconda medaglia di bronzo al valor militare.
Il 30 novembre 1940 venne costituito in Puglia il XIV Gruppo appiedato Cavalleggeri Guide al comando del maggiore Vincenzo Del Re, con compiti di difesa costiera.
Nel corso del 1941 il reggimento viene trasferito nelle regioni settentrionali dell'Albania per impedire che lo schieramento italiano fosse aggirato da est. Nei combattimenti del 12 e 13 aprile caddero in combattimento la guida Giuseppe Felice alla cui memoria viene attribuita la medaglia d'oro al valor militare e altre tre guide, decorate di medaglia d'argento al valor militare.
Nel corso del 1942 e del 1943 il reggimento continuò ad operare nella stessa area con compiti prevalentemente in operazioni di controguerriglia. Il 5 agosto 1943 il Reggimento "Cavalleggeri Guide" mosse da Tirana per liberare un gruppo dei "Lancieri di Firenze" accerchiato dai ribelli. Nell'azione di un plotone in avanguardia caddero il sottotenente Giovanni Bonetto e tenente Eudo Giulioli, comandante della unità mitraglieri di rinforzo, che era subentrato alla morte del sottotenente Bonetto al comando del plotone; i due ufficiali sarebbero stati poi decorati di medaglia d'oro al valor militare alla memoria.
L'8 settembre 1943 il II Gruppo Squadroni al comando del maggiore Mario Acquaviva con due plotoni mitraglieri si trovava a Tirana, dove in quella stessa serata venne raggiunto dal I Gruppo Squadroni con due plotoni mitraglieri, aliquote del comando, agli ordini del capitano Pier Luigi de Notter, che aveva operato, con battaglioni della Divisione "Brennero". Alla notizia della proclamazione dell'armistizio tra l'Italia e gli alleati il reggimento venne sciolto, il I Gruppo fu fatto rientrare e solo pochi elementi riuscirono a raggiungere le formazioni partigiane partecipando alla guerra in Grecia, alle dipendenze dello Stato maggiore del British Army al Cairo, mentre sul suolo italiano un'aliquota del deposito reggimentale a Parma, rifiutando la resa, operò contro le truppe tedesche. Il 27 giugno 1944 il 1º Squadrone del "Raggruppamento Guide" combatté, inquadrato nella Divisione paracadutisti "Nembo", nel Corpo Italiano di Liberazione, sino al maggio 1945, mentre il XIV gruppo appiedato si unì agli anglo-americani, partecipando come reparto salmerie a tutte le principali azioni dei mesi successivi della campagna d'Italia, prendendo parte alle operazioni di Monte Lungo, sul Garigliano, a Cassino, assumendo nel marzo 1944 la denominazione di 14º Reparto salmerie da combattimento nel settore adriatico e partecipando infine, con l'8ª Armata, alle operazioni sulla linea gotica entrando tra i primi reparti a Bologna il 3 maggio 1945.

### La rinascita nel dopoguerra
Il 1º aprile 1949 il Reggimento venne ricostituito a Tor di Quinto a Roma, presso la Scuola di Cavalleria Blindata, alle dipendenze della Brigata "Ariete". Nel 1953 fu trasferito a Casarsa della Delizia e ridenominato in Gruppo Squadroni "Cavalleggeri Guide". Nel 1958 il reparto assunse la denominazione di Gruppo Squadroni "Cavalleggeri Guide" (19°) e successivamente XIX Gruppo Squadroni Esplorante "Cavalleggeri Guide" e infine dal 1975 assunse il nome di 19º Gruppo Squadroni Esplorante "Cavalleggeri Guide". Il reparto prese parte alle operazioni di soccorso alle popolazioni colpite dal disastro del Vajont del 1963 guadagnando allo stendardo la Medaglia d'argento al valor civile e alle operazioni di soccorso alle popolazioni del Friuli colpite dal sisma del 1976 guadagnando allo stendardo la Medaglia d'argento al valore dell'esercito. Con la ristrutturazione dell'Esercito Italiano del 1986 che aboliva il livello divisionale il reparto passò alle dipendenze della 32ª Brigata corazzata "Mameli".

### La ricostituzione a reggimento
Con lo scioglimento della 32ª Brigata corazzata "Mameli", il 1º aprile 1991 il 19º Gruppo Squadroni Esplorante "Cavalleggeri Guide" venne trasferito dalla Caserma "Trieste" di Casarsa della Delizia a Salerno, nella Caserma "D'Avossa", dove il 5 agosto dello stesso anno venne elevato al rango di reggimento assumendo la denominazione di 19º Reggimento "Cavalleggeri Guide" alle dipendenze della 8ª Brigata bersaglieri "Garibaldi". Il 2 agosto 1992 il reggimento riprese la denominazione di Reggimento "Cavalleggeri Guide" (19°) e, nel corso dello stesso anno, venne trasformato da reggimento di leva a reggimento su base volontaria alla dipendenza dell'8ª brigata Garibaldi, diventando uno dei primi reparti italiani dell'Esercito ad essere costituito da volontari.

### Le operazioni nazionali
1992: il 26 luglio le Guide parteciparono con 270 uomini all'Operazione Vespri Siciliani, decretata a seguito degli attentati contro i giudici Falcone e Borsellino e delle loro relative scorte, volta a fronteggiare la criminalità organizzata presente sull'isola. Alle Guide furono assegnati, tra i vari compiti, quello della vigilanza nella città di Palermo del Tribunale, della Procura della Repubblica, del carcere Ucciardone e delle residenze di magistrati componenti il famoso pool antimafia. L'impiego terminò il 30 novembre. 
1994 e 1995: il reggimento contribuì alla vigilanza del Tribunale, della Procura e della Pretura di Napoli nell'ambito dell'Operazione Partenope, in concorso con le forze di polizia per contrastare la criminalità organizzata nel capoluogo campano. 
2001: a seguito degli avvenimenti dell'11 settembre 2001, furono allestite l'operazione Domino cui parteciparono le Guide in Italia. 
2008: con l'emergenza rifiuti nella città di Napoli,le Guide  presero parte all' operazione "Strade Pulite". 
dal 2009: partecipano all'operazione Strade Sicure fornendo semestralmente, e senza soluzione di continuità, staff e unità operative al Raggruppamento "Campania", nelle città di Salerno, Napoli e Caserta.
In particolare, e sempre nell'ambito di "Strade Sicure", le Guide: 
- nel 2011 hanno fornito un Gruppo Tattico al Raggruppamento "Lazio", operando nella città di Roma;
- nel 2014 alle Guide fu assegnato anche il comando dell'inizio dell'operazione "Terra dei fuochi", in circa 80 comuni situati tra le province di Napoli e Caserta;
- nel 2017, a seguito del terremoto di Ischia, sono intervenuti sull'isola per coadiuvare le Forze di Polizia nel controllo dei varchi della ‘zona rossa’. Il 19 e 20 ottobre 2017 in occasione del vertice internazionale del G7 dei Ministri dell’Interno che si è tenuto ad Ischia ha fornito un dispositivo per la realizzazione di servizi di vigilanza e sicurezza su indicazione delle autorità governative locali, volto a garantire il regolare svolgimento del summit e la sicurezza della popolazione e dei partecipanti all’evento.
- hanno avuto il comando del Raggruppamento "Campania" nel 2014, 2016, 2017, 2021, 2023.
A dicembre 2023 ha ceduto il comando di Raggruppamento Campania all'82º reggimento fanteria.

### Le operazioni internazionali
1992: a dicembre iniziarono a partire le prime Guide per la Somalia, nell'ambito dell'operazione multinazionale Restore Hope, che le vide impegnate con quattro plotoni autoblindo, due pesanti (Centauro) e due leggeri (Fiat 6616), fino al giugno del 1993.
1995: un ulteriore turno nella missione fu dal gennaio al marzo del 1995.

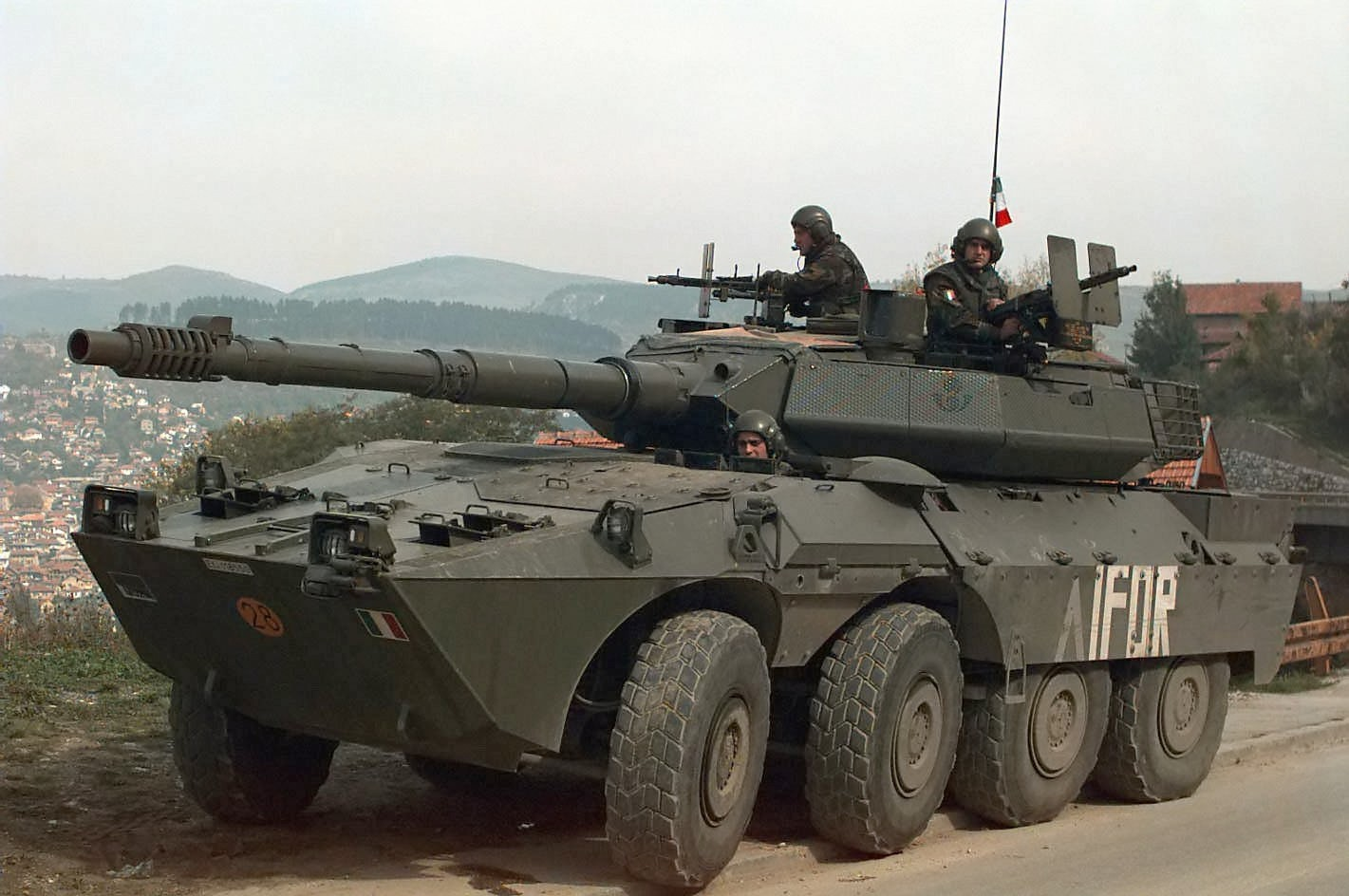
1996: Blindo Centauro del 19º Reggimento "Cavalleggeri Guide" in Bosnia ed Erzegovina

1995:a dicembre, a seguito dell'Accordo di Dayton (21 novembre 1995), le Guide furono inviate in Bosnia nell'ambito della forza internazionale IFOR della Nato composta da circa 60 000 militari, rimanendo nei Balcani fino al 2003 e partecipando a tutte le operazioni almeno con uno Squadrone.
1997: Operazione "Alba" in Albania.
1998 e 1999: "Extraction Force" in Macedonia
1999: "Joint Guardian" in Kossovo (fornendo staff e unità operative fino al 2003).
2001: a seguito degli avvenimenti dell'11 settembre 2001, fu allestita la forza di assistenza internazionale "ISAF" in Afghanistan, con l'invio di reparti delle Guide a Kabul. 
2003: le Guide parteciparono in Iraq all'operazione "Antica Babilonia", alternando il 1º e il 2º squadrone fino al termine dell'operazione nel 2006.
2008: l'intero reggimento è stato impegnato nell'operazione "Leonte", nel Libano del sud, alla guida della Task Force "Italbatt 2".
2010: l'intero reggimento è stato impegnato nell'operazione "Leonte", nel Libano del sud, alla guida della Task Force "Italbatt". 2012: le Guide hanno partecipato all'operazione International Security Assistance Force (ISAF) in Afghanistan, a Farah, al comando della Task Force "South" del Regional Command West di Herat, prima e unica unità di cavalleria ad essere impiegata come task force di manovra nell'operazione. 
2014/2015: impegnato nell'operazione "Leonte", nel Libano del sud, alla guida della Task Force "Italbatt". 
2016: il reggimento ha fornito uno squadrone come SMR (riserva di settore) per la JTF-Lebanon e un team addestrativo nell'operazione "EUMT" in Mali.
2018/2019: impegnato nell'operazione "Leonte", nel Libano del sud, alla guida della Task Force "Italbatt". 
2020: ha fornito il Gruppo Squadroni alla Task Force  "Italbatt" nell'operazione "Leonte" in Libano. 
dal 2021: partecipa con un'unità operative e personale di staff all'operazione "Enhanced Forward Presence (eFP)" "Baltic Guardian" in Lettonia e all'operazione “Enhanced Vigilance Activity (eVA) in Bulgaria. 
1° semestre 2024: nell'operazione "KFOR" in Kosovo ha fornito due plotoni oltre a personale di staff in varie posizioni.  
2° semestre 2024: nell'operazione "Leonte" in Libano ha fornito uno squadrone come SMR al Sector West della JTFL, il Gruppo Squadroni alla Task Force  "Italbatt" oltre a personale di staff in varie posizioni.  
Attualmente le Guide sono presenti con unità operative e personale di staff in Lettonia. 

## Onorificenze

### Benemerenza d’Oro allo Stendardo del Sacro Militare Ordine Costantiniano di San Giorgio
Conferita da S.A.R. Carlo di Borbone delle Due Sicilie il 24 giugno 2016 e consegnata nel corso della Festa di Reggimento al 70º Comandante, Col. Carmine Sepe, da Sua Eminenza il Cardinale Renato Raffaele Martino, Gran Priore dell’Ordine e Protodiacono di Santa Romana Chiesa, alla presenza del Cappellano Militare don Claudio Mancusi, di don Paolo Villa, Vicario Ispettore per l’Esercito Italiano, di Monsignor Pietro Paolo Di Domenico, Cappellano del Quirinale e già Cappellano del Reggimento Guide.

### Benemerenza d’Oro allo Stendardo dell’Ordine dei Santi Maurizio e Lazzaro (Ordine Mauriziano)
Conferita da S.A.R. Vittorio Emanuele, Duca di Savoia, Principe di Napoli, XVII Generale Gran Maestro dell’Ordine, conferita il 7 novembre 2020.

## La Cappella Reggimentale
La Cappella Reggimentale intitolata alla “Beata Vergine Maria Immacolata e San Giorgio Martire”, Celeste Patrono dell’Arma di Cavalleria, è stata consacrata dall’Arcivescovo Ordinario Militare per l’Italia Mons. Giovanni Marra il 23 aprile 1994. Il 28 maggio 2015, a seguito di importanti lavori di ristrutturazione, l’Arcivescovo Ordinario Militare per l’Italia Mons. Santo Marcianò ha consacrato il nuovo altare nel corso di una solenne cerimonia alla presenza del Sottosegretario di Stato alla Difesa, On.le Gioacchino Alfano. Nella Cappella, a navata unica, si trovano le raffigurazioni su ceramiche artistiche vietresi dei santi protettori degli squadroni operativi: San Marco, San Giusto, San Martino e San Giorgio; un bassorilievo di San Giorgio, proveniente da Aleppo (Siria); tre icone su ceramica raffiguranti il Centurione di Cafarnao, il Centurione della Crocifissione, e il Centurione Cornelio; una riproduzione del Crocifisso medioevale di Giunta Pisano; un affresco di San Giorgio, una Statua della Beata Vergine Maria Immacolata ed un busto di San Giovanni XXIII, Patrono dell’Esercito Italiano. Sono esposte le seguenti reliquie:

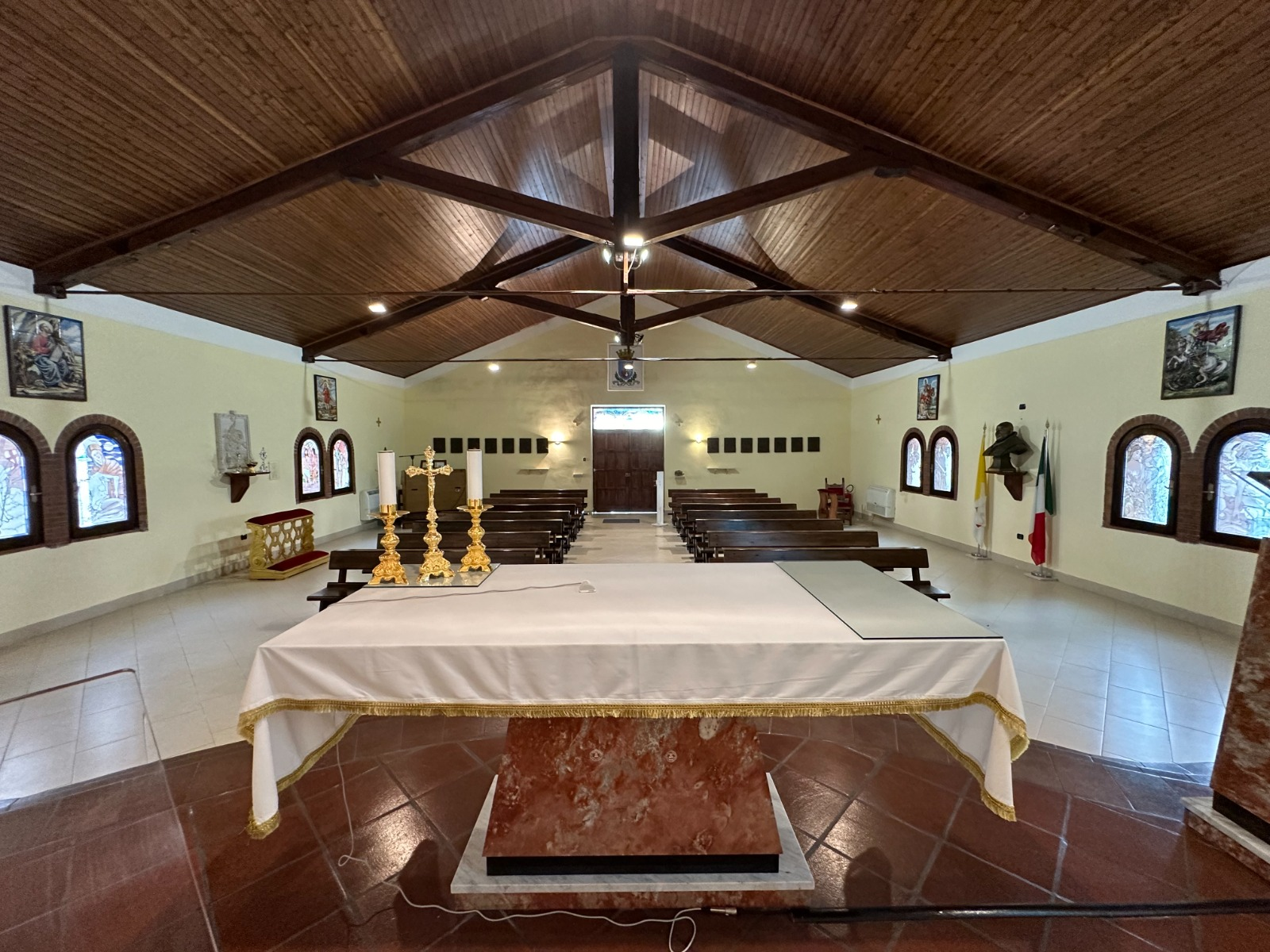
Cappella Reggimentale - interno

- Reliquia ex ossibus di San Nematallah, OLM;
- Reliquia ex ossibus di Santa Rafqa, OLM;
- Reliquia ex ossibus di San Matteo Apostolo ed Evangelista;
- Reliquia ex ossibus di San Gregorio VII, Papa;
- Reliquia ex ossibus di San Francesco di Paola;
- Reliquia ex ossibus di San Giorgio Martire;
- Reliquia ex indumentis di San Giovanni XXII, Papa;
- Frammento di laterizio proveniente dalla Tomba di San Pietro Apostolo nella Patriarcale Basilica Vaticana, certificato da S.E. Mons. Vittorio Lanzani, e incastonato nella parete sinistra della cappella.

Il 23 aprile 2022, in occasione della festa di San Giorgio, su richiesta del Decano Interforze e Cappellano del Reggimento, don Claudio Mancusi, l’Arcivescovo Metropolita Primate di Salerno-Campagna-Acerno, S.E.R. Mons. Andrea Bellandi, ha affidato alle Guide una reliquia ex ossibus di San Giorgio. Ad oggi le Guide sono l’unico reparto di Cavalleria a custodire la reliquia del proprio Celeste Patrono.
Autorità Religiose che hanno visitato la Cappella (dal 2014):
- S.E.R. Mons. Santo Marcianò, Arcivescovo Ordinario Militare per l’Italia;
- S.E.R. Mons. Gerardo Pierro, Arcivescovo Metropolita Em. di Salerno;

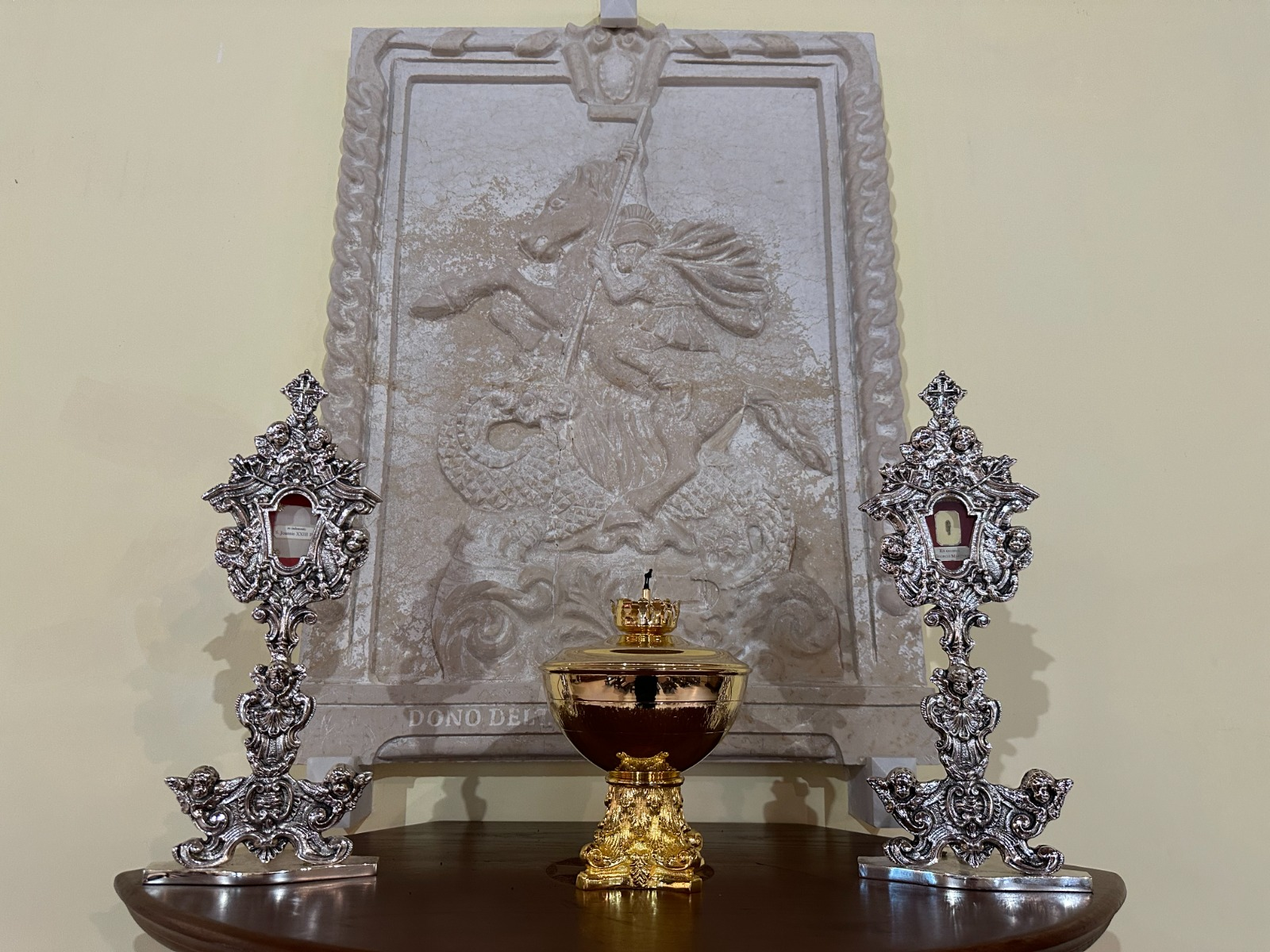
Cappella Reggimentale - bassorilievo di San Giorgio

- Cappella Reggimentale - bassorilievo di San GiorgioS.E.R. Mons. Luigi Moretti, Arcivescovo Metropolita Primate di Salerno;
- S.E.R. Mons. Andrea Bellandi, Arcivescovo Metropolita Primate di Salerno;
- S.E.R. Mons. Antonio Napoletano, Vescovo Em. di Sessa Aurunca;
- S.E.R. Mons. Michele De Rosa, Vescovo Em. di Cerreto Sannita;
- DOM Michele Petruzzelli, OSB, Abate Ordinario di Cava dè Tirreni;
- S.E.R. Mons. Pasquale Cascio, Arcivescovo di Sant’Angelo dè Lombardi-Conza-Nusco-Bisaccia;
- S.E.R. Mons. Flaviano Rami Al-Kabalan, Procuratore presso la Santa Sede del Patriarcato Siro Cattolico;
- S.E. il Cardinale Renato Raffaele Martino, Protodiacono di Santa Romana Chiesa;
- Sua Beatitudine Ignace Youssif III Younan, Patriarca della Chiesa Siro Cattolica;
- S.E.R. Mons. Orazio Soricelli, Arcivescovo di Amalfi-Cava dè Tirreni;
- S.E.R. Mons. Tommaso Caputo, Arcivescovo Prelato di Pompei;
- S.E.R. Mons. Yohanna Rafic El Warcha, Procuratore presso la Santa Sede del Patriarcato Maronita;
- S.E.R. Mons. Ephrem Youfis Abba Monsoor, Arcivescovo Siro-Cattolico di Baghdad.

Nella Cappella Reggimentale sono state inoltre esposte la reliquia del sangue di San Giovanni Paolo II (2014), una reliquia del Monte Calvario (2016), il saio di San Pio da Pietrelcina (2024), la copia del Cristo Velato (2014). Negli anni 2014, 2016, 2020, 2024 è stato anche esposto alla venerazione dei fedeli il Quadro della Beata Vergine del Rosario di Pompei trasportato ad hoc dalla Delegazione Pontificia.
Udienze Papali in Vaticano:
Sua Santità Papa Francesco ha ricevuto in udienza il Reggimento Cavalleggeri Guide (19°) con i familiari del personale, nelle seguenti occasioni:
- 26 marzo 2014 con, il 68° Comandante, Col. Diodato Abagnara;
- 27 maggio 2015, con il 69° Comandante Col. Angelo Malizia;
- 17 aprile 2018, con il 71° Comandante Col. Andrea Mazzotta.

## Cittadinanze onorarie

### Cittadinanza onoraria del comune di Salerno
- Il 24 giugno 2014, presso la Caserma di via del Pezzo a Salerno, il sindaco di Salerno Vincenzo De Luca ha proceduto al conferimento della cittadinanza onoraria di Salerno al Reggimento Cavalleggeri Guide 19º in occasione del 150º anniversario della fondazione. Nel conferire il riconoscimento nelle mani del 68º Comandante delle Guide Col. Diodato Abagnara, il Sindaco ha detto: "La cittadinanza onoraria al glorioso Reggimento Cavalleri "Guide" (19°) è il doveroso tributo del Consiglio Comunale e della città di Salerno ad un reparto d'eccellenza dell'Esercito Italiano - ha dichiarato il Sindaco De Luca - Le Guide hanno portato in alto il nome di Salerno in Italia e nelle missioni all'estero. e gliene siamo grati perché aiutano i cittadini ad aver fiducia nella nostra nazione. Onore ai caduti ed ai feriti."[10]

### Cittadinanza onoraria del comune di Centola (SA)
- Il 27 luglio 2014 il Comune di Centola, nella persona del Sindaco dott. Carmelo Stanziola, conferisce la cittadinanza onoraria alle "Guide".

### Cittadinanza onoraria del comune di Oliveto Citra (SA)
- Il 29 ottobre 2021 l’amministrazione comunale della città di Oliveto Citra, guidata dal sindaco Carmine Pignata, ha conferito la cittadinanza onoraria al Reggimento Cavalleggeri Guide (19°), ritirata dal 74º Comandante delle Guide Colonnello Luigi D’Altorio, con la seguente motivazione: "Per aver veicolato i sentimenti e il cuore della nostra comunità, in Libano, con opere di cooperazione civile e militare nell’ambito dell’Operazione Leonte XXV." La dichiarazione da parte del Sindaco: "Una cerimonia molto importante per noi – ha dichiarato, invece, il Sindaco Pignata – più volte rimandata a causa del periodo terribile vissuto con il Covid-19, ma che rappresenta il giusto tributo della nostra comunità a uomini e donne di pace, che lavorano in silenzio, ogni giorno, per offrire un contributo fondamentale al nostro Paese".[11]

### Cittadinanza onoraria del comune di San Cipriano Picentino (SA)
- Il 18 novembre 2021 presso l'aula consiliare del comune di San Cipriano Picentino è stata conferita la cittadinanza onoraria alle "Guide"[12].

### Cittadinanza onoraria del comune di Avigliano (PZ)
- Il 26 settembre 2024 con la deliberazione n.15 il Consiglio Comunale di Avigliano ha conferito la cittadinanza onoraria al Reggimento Cavalleggeri Guide (19°). Con l'onorificenza l'amministrazione comunale ha riconosciuto al Reggimento il "proficuo rapporto di collaborazione istituzionale con le scuole, le associazioni, le parrocchie e la municipalità di Avigliano, nell'ambito della cooperazione civile-militare a supporto della Missione Unifil in Libano, veicolando segni efficaci di solidarietà per la popolazione del distretto di Tiro (Libano del Sud) e offrendo occasioni concrete nell'impegno e nella riflessione sui valori della pace, dei diritti umani e della libertà, in un'area afflitta da forti contrasti".[13]

## Sintesi della blasonatura - Stemma
Scudo:
La semplicità dello stemma araldico delle Guide deriva dal fatto che il reggimento è l'unico ad avere una denominazione derivatagli dalla specialità e non da nomi di città o regione. In mancanza di tali derivazioni, nello stemma si è preferito mettere in risalto il costante attaccamento ai colori, azzurro e bianco, simboli sempre presenti in tutte le uniformi delle varie epoche.
Ornamenti esteriori:
- lo scudo è sormontato dalla corona turrita degli Enti Militari
- lista bifida d'oro, svolazzante, collocata sotto la punta dello scudo, incurvata con la concavità rivolta verso l'alto, riportante il motto, in lettere maiuscole di nero: "ALLA VITTORIA ED ALL'ONOR SON GUIDA"
- onorificenza: accollata alla punta dello scudo con l'insegna pendente al centro del nastro con i colori della stessa, la croce di Cavaliere dell'Ordine militare d'Italia
- nastri rappresentativi delle ricompense al Valore: annodati nella parte centrale non visibile della corona turrita, scendenti svolazzanti in sbarra ed in banda dal punto predetto, passando dietro la parte superiore dello scudo: 1 M.A.V.M., 2 M.B.V.M., 1 M.O.V.E., 1 M.A.V.E., 1 M.A.V.C.

## Simboli

### Fiamme

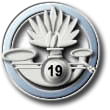
Trofeo

La mostreggiatura del reggimento come per tutte le unità della specialità "cavalleria di linea" sono le fiamme a tre punte e richiamano i colori tradizionali dei baveri, bianco e azzurro.

### Fregio
Il Reggimento indossa il trofeo proprio dei cavalleggeri; è composto dalla cornetta con bomba fiammeggiante, con il numero distintivo del reggimento inscritto al centro della granata stessa. Il fregio è in metallo argentato opaco poggiante su un cerchio lucido indossato con il basco.

### Sabretache
Altro simbolo tipico delle Guide è la sabretache, la caratteristica tasca portaordini e dispacci, di cuoio annerito con la borsa ricoperta di panno del colore
(un chiaro azzurro) della tunica dell’epoca (1860), con bordo esterno nero, con al centro una croce sormontata da una corona, entrambe in panno bianco.

### Sciabola

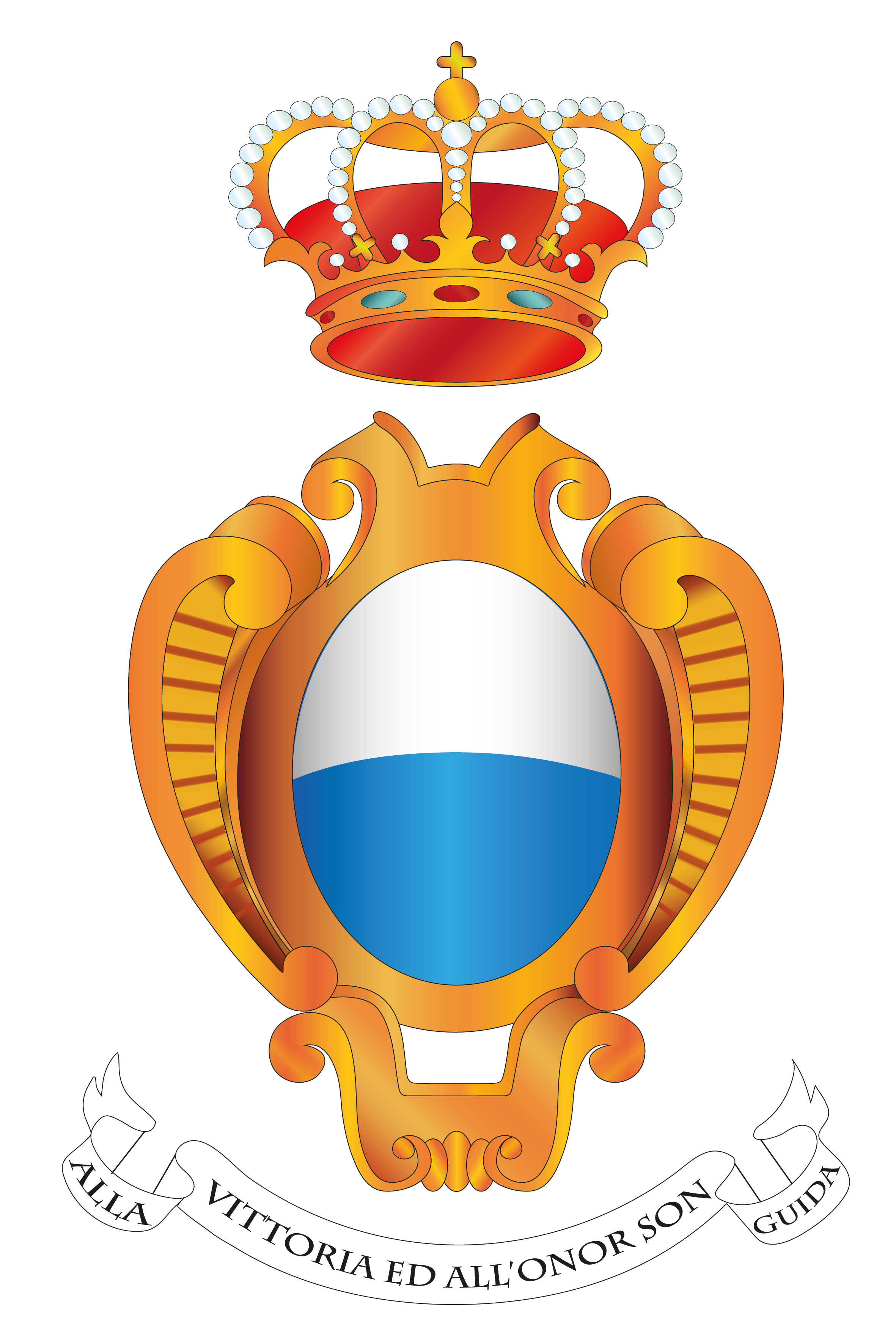
Stemma Regio

La prima arma di cui le Guide sono state dotate: la sciabola, che è rimasta ancora oggi, per i soli cavalleggeri, arma di rappresentanza. Fieramente nelle cerimonie in armi o più semplicemente in una resa degli onori, le Guide imbracciano la brunita sciabola che mantiene ancora oggi tutto il suo fascino. Forse ancor di più quando a reparti
schierati fanno da sfondo ai comandanti che la tradizione di cavalleria vuole posti sul davanti, seguiti appena un passo indietro, baricentricamente, dalla lancia
e dalla tromba di reparto.

### Stemma Regio
Sebbene lo stemma in uso è quello autorizzato con una circolare interna del 1987 c'è da evidenziare che lo stemma regio emanato secondo regie lettere patenti del 29 luglio 1923 è quello a cui le Guide sono più affezionate e spesso viene raffigurato come stemma reggimentale. È composto da un’ovale barocco con campo azzurro al capo d’argento e corona reale (in gergo detto “conchiglia”).  La descrizione riportata nel libro Fasti della Cavalleria Italiana di Pezzi-Siboni, Larghini-Ravagnati è questa:
"Emblema araldico (provvedimento nobiliare di grazie RR.LL.PP. 29 luglio 1923) Scudo sannitico, sormontato da corona reale; troncato: d'argento e d'azzurro che sono i colori del reggimento; motto: in fascia sotto l'Emblema: "Alla vittoria ed all'onor son guida".

## Comandanti e denominazioni
Squadrone di "Guide"
- Cap. Ercole Rizzardi (1859)

Reggimento di "Guide"
- 1. Col. Giovanni Vasco (1860)
- 2. Col. conte Angelo Piola Caselli (1860-1863)
- 3. Col. conte Angelo Ignazio Thaon di Revel (1863-1865)
- 4. Col. marchese Giacomo Filippo Spinola (1865-1868)

19º Reggimento Cavalleria "Guide"
- 5. Col. marchese Luigi Coardi Bagnasco di Carpeneto (1868-1872)
- 6. Col. conte Vincenzo Spini (1872)

Reggimento Cavalleria "Guide (19º)
- 7. Col. conte Giovanni Battista Veglio di Castelletto  (1872-1881)
- 8. Col. Prospero Lombardi (1881-1889)
- 9. Col. Bartolomeo Binda (1889-1896)
- 10. Col. Carlo Garino (1896-1897)
- 11. Col. Lorenzo Ruschi (1897-1898)

Reggimento Cavalleggeri "Guide" (19º)
- 12. Col. N.H. Lorenzo Libri (1898-1903)
- 13. Col. conte Adriano Thaon di Revel (1903-1911)
- 14. Col. Luigi Binetti (1911-1912)
- 15. Col. Alfredo Paglianti (1912-1913)
- 16. Col. Carlo Botto (1913-1914)
- 17. Col. Pietro Lanfranco (1914-1916)
- 18. Col. marchese Filippo Solari (1916-1917)
- 19. Col. conte Guido Mori Ubaldini degli Alberti (1917-1920)
- 20. Col. Giuseppe Manzotti (1920-1925)
- 21. Col. marchese Paolo Tacoli (1925-1928)
- 22. Col. Giulio Pellegrini (1928)
- 23. Col. Adriano Jones (1928-1931)
- 24. Col. Giovanni Cavazza (1931-1933)
- 25. Col. Gervasio Bitossi (1933-1935)
- 26. Col. Ugo De Carolis (1935-1938)
- 27. Col. Gaetano Pelligra (1938-1940)
- 28. Col. Egisto Del Panta (1940-1942)
- 29. Col. Angelo Scarpa (1942-1943)

XIV Gruppo Appiedato Cavalleggeri "Guide" - 14º Gruppo Salmerie da combattimento "Guide"
- 30. Cap. Mario Imperiali D'Afflitto (1943-1945)

Gruppo Squadroni Cavalleggeri "Guide"
- 31. Ten. Col. Idelbrando Alfassio Grimaldi di Bellino (1954-1955)
- 32. Ten. Col. Michele Cassano (1955-1956)
- 33. Ten. Col. Giangiorgio Barbasetti di Prun (1956-1957)
- 34. Magg. Pietro Gamberini (1957-1958)
- 35. Magg. Luciano Fortunato (1958-1959)
- 36. Magg. conte Francesco Belgrano di Castelvecchio e Famolasco (1959-1961)
- 37. Magg. Salvatore Azzaro (1961-1962)
- 38. Magg. Giovanni Campanella (1962-1963)
- 39. Ten. Col. Gualtiero Galanti (1963-1964)
- 40. Ten. Col. Giovanni Guidafantini (1964-1966)
- 41. Ten. Col. Antonio Viglietti (1966-1968)
- 42. Ten. Col. Alessandro De Bartolomeis (1968-1970)
- 43. Ten. Col. Luigi Caligaris (1970-1972)
- 44. Ten. Col. Riccardo Leone (1972-1974)
- 45. Ten. Col. Alessandro Bonomini (1974-1976)

19º Gruppo Squadroni Cavalleggeri "Guide"
- 46. Ten. Col. Alberico Lo Faso (1976-1978)
- 47. Ten. Col. Vittorio Magnato (1978-1979)
- 48. Ten. Col. Andrea Cafagna (1979-1981)
- 49. Ten. Col. Luigi Paolo Zema (1981-1982)
- 50. Ten. Col. Beniamino Sensi (1982-1983)
- 51. Ten. Col. Adalberto Manzilli (1983-1985)
- 52. Ten. Col. Natale Cianciaruso (1985)
- 53. Magg. Ernesto Leganza (1985)
- 54. Ten. Col. Luciano Cisafulli (1985-1987)
- 55. Ten. Col. Vittorio Varrà (1987-1990)
- 56. Ten. Col. Sergio Neri (1990-1991)

Reggimento "Cavalleggeri Guide" (19º)
- 57. Col. Marco Mondrone (1991-1992)
- 58. Col. Francesco Paolo Spagnuolo (1992-1994)
- 59. Col. Ajmone Genzardi (1994-1997)
- 60. Col. Giovanni Battista Borrini (1997-1998)
- 61. Col. Maurizio Borgese (1998-2000)
- 62. Col. Carmelo Cutropia (2000-2002)
- 63. Col. Mario Marrese (2002-2005)
- 64. Col. Giuseppe Leone (2005-2007)
- 65. Col. Emmanuele Servi (2007-2009)
- 66. Col. Antonino Palumbo (2009-2010)
- 67. Col. Francesco Paolo D'Ianni (2010-2013)
- 68. Col. Diodato Abagnara (2013-2014)
- 69. Col. Angelo Malizia (2014-2015)
- 70. Col. Carmine Sepe (2015-2016)
- 71. Col. Andrea Mazzotta (2016-2018)
- 72. Col. Giacomo Giannattasio (2018-2019)
- 73. Col. Daniele Cesaro (2019-2021)
- 74. Col. Luigi D'Altorio (2021-2023)
- 75. Col Nicola Iovino (dal 2023)

## Sedi delle Guide
L'elenco seguente riporta la cronologia delle sedi del Reggimento Cavalleggeri Guide:
- 1860 Pinerolo, Reggio Emilia, Modena
- 1861 Pinerolo, Vigevano
- 1862 Firenze
- 1863 Terni, Foligno
- 1864 Caserta
- 1865 Napoli
- 1866 Caserta, Lodi, Vicenza, Torino
- 1869 Vercelli
- 1871 Udine
- 1876 Brescia
- 1879 Savigliano
- 1883 Parma
- 1887 Aversa
- 1891 Napoli
- 1895 Caserta
- 1898 Faenza
- 1907 Voghera
- 1920 Padova
- 1932 Parma
- 1949 Casarsa della Delizia
- 1991 Salerno

## Armamento
- Pistola automatica "BERETTA 92 FS" cal.9
- Fucile d'assalto "AR 70/90" cal. 5,56
- Beretta ARX 160
- Arma di reparto "MINIMI" cal. 5,56
- Arma di reparto "MG 42/59" cal. 7,62 NATO
- Arma di reparto Browning cal. 12,7
- SRCM Mod.35

## Mezzi
- Land Rover AR 90
- Iveco VM 90
- Puma 6x6
- Autoblindo 8x8 Centauro
- Motociclo da ricognizione Cagiva 350 W12
- VTLM Lince
- Di prossima acquisizione Centauro II MGS 120/105

## Persone legate al Reggimento
Vittorio Asinari di Bernezzo 
Nacque nel 1842 a Casasco, dal marchese Giuseppe e da Maria Radicati. Da giovane frequentò l'accademia militare di Torino, per poi arruolarsi come soldato volontario nel Regio Esercito nel 1859. Nel 1860 divenne sottotenente e passò nel Reggimento "Guide", dove presto diventò il luogotenente e aiutante di campo di Maurizio Gerbaix de Sonnaz. Partecipò alla seconda e alla terza guerra d'indipendenza italiana; il 24 giugno 1866, durante la Battaglia di Custoza, ferito gravemente, si distinse con un'azione di gran valore tale da meritare l'onorificenza di Cavaliere dell'Ordine Militare di Savoia.
 Gervasio Bitossi 
È stato il 25º Comandante delle "Guide" (1933-1935), è stato un generale italiano del Regio Esercito durante la seconda guerra mondiale, ricordato per il suo ruolo in Egitto nel corso della battaglia di El Alamein nel 1942. Fu giudicato uno dei massimi esperti italiani dei carri armati, fu autore di diversi articoli su studi sui corazzati e collaborò alla stesura delle prime loro normative e tattiche d'impiego.
 Ettore Caffaratti 
Ettore Caffaratti ha prestato servizio alle Guide come sottotenente dal 1906. È stato un cavaliere italiano, plurivincitore di medaglie ai Giochi olimpici di Anversa 1920: nel concorso completo a squadra conquistò la medaglia d'argento (con Giulio Cacciandra, anch'egli ufficiale delle Guide) e conquistò due medaglie di bronzo, una nel concorso completo individuale e una nel concorso del salto a ostacoli a squadre. Tra l'altro in quella olimpiade c'erano altri Ufficiali delle Guide, a cominciare dal capo spedizione Ruggero Ubertalli, Capitano alle Guide nella Grande Guerra.
 Amedeo Guillet 
Detto Comandante Diavolo, ma noto anche con lo pseudonimo di Ahmed Abdallah Al Redai (in arabo: احمد عبد الله; Piacenza, 7 febbraio 1909 – Roma, 16 giugno 2010), è stato un ufficiale, guerrigliero e diplomatico italiano. Fu assegnato alle "Guide" come Ufficiale Subalterno.
 Ulderico Levi 
In giovane età prese parte alla terza guerra d'Indipendenza come tenente delle "Guide"; proseguì la carriera militare anche negli anni successivi divenendo capitano nella riserva (17 giugno 1886), maggiore nella riserva (19 marzo 1903) e infine luogotenente del Re. Eletto deputato del Regno per quattro legislature consecutive (1882 - 1895), ricoprì nel frattempo le cariche di consigliere e presidente della provincia di Reggio Emilia (1889 - 1901). Il 17 novembre 1898, infine, fu nominato Senatore del Regno.

## Curiosità
All'alba degli anni sessanta negli Stati Uniti d'America si erano ormai poste le basi per una dottrina d'impiego dell'Air Cavalry in quanto, dopo l'esperienza statunitense in Corea, si ipotizzava l'impiego di forze mobili che avessero come requisito il rapido dispiegamento in zone di combattimento estese ed impervie. Il Vietnam fu sicuramente un campo di battaglia con queste prerogative. Di fatto, fu proprio in questo conflitto che si ebbero le prime campagne operative dove le nuove tecniche di combattimento sperimentate dalla "Cavalleria dell'Aria" si basavano sull'impiego massiccio di elicotteri e sull'utilità della cooperazione tattica fornita. Sull'onda di questi avvenimenti nel 1971 il comando del V Corpo d'Armata, su sollecitazione dello Stato Maggiore Esercito, decise di affidare al Gruppo Squadroni “Cavalleggeri Guide “(19°), con allora al comando il tenente colonnello Luigi Caligaris, la sperimentazione dell'impiego di reparti appiedati e corazzati in cooperazione con gli elicotteri del V REUG (Reparto Elicotteri di Uso Generale), designando per questo compito lo Squadrone San Giusto. La sperimentazione non ebbe però ulteriore seguito.